# Ладзари, Андреа
Андре́а Ла́дзари (итал. Andrea Lazzari; 3 декабря 1984, Бергамо) — итальянский футболист, левый полузащитник. Игрок клуба «Фано».

## Карьера
Андреа Ладзари начал свою карьеру в клубе из родного города Бергамо, «Аталанте». Во время сезоне 2003/2004 он был отправлен из молодёжной команды клуба в основной состав команды. 4 октября 2003 года Андреа дебютировал в «Аталанте» в матче с «Вероной», заменив на 86-й минуте Риккардо Монтоливо. В начале следующего сезона, 22 сентября 2004 года, Ладзари дебютировал в серии А, выйдя на замену в игре с миланским «Интером». В том же сезоне он стал лучшим бомбардиром Кубка Италии, в розыгрыше которого забил 9 голов, пять из которых в двух играх с «Ювентусом». По итогам сезона клуб «вылетел» в серию В, там игрок провёл 30 матчей и забил 4 гола.
В августе 2006 года Ладзари был арендован «Чезеной», как часть сделки по переходу в «Аталанту» Адриано Феррейры. За этот клуб футболист провёл 15 игр и забил 1 гол. 31 января 2007 года Андреа перешёл в «Пьяченцу» по договору суб-аренды; при этом сделка была частью трансфера по покупке «Чезеной» Алессандро Пелликори. В июне 2007 года Ладзари был арендован клубом «Гроссето», где провёл 41 матч и забил 8 голов, один из которых ударом с центра поля.
9 июня 2008 года Ладзари перешёл в «Кальяри», выкупивший 50 % трансфера футболиста за 1,7 млн евро. Контракт был подписан на 4 года. С первго же сезона в клубе футболист стал игроком стартового состава команды. 19 апреля 2009 года он забил первый мяч за клуб, поразив ворота «Наполи». По окончании сезона «Кальяри» выкупил оставшуюся половину трансфера полузащитника. В сезоне 2009/2010 Ладзари забил 7 голов, став одним из лучших бомбардиров команды. 3 июня 2010 года он подписал новый контракт с клубом на сумму 3 млн евро за сезон, несмотря на предметный интерес «Милана», предложившего 6 млн евро за переход полузащитника. В сезоне 2010/2011 футболистом интересовались «Ювентус», «Фиорентина» и по-прежнему, «Милан». Летом 2012 года перешёл в «Удинезе», подписав контракт на 2 года.

## Международная карьера
С 2004 по 2007 год Ладзари играл за молодёжную сборную Италии. В 2007 году он поехал в составе национальной команды на молодёжный чемпионат Европы, однако на поле не выходил.
6 августа 2010 года Андреа впервые был вызван в состав первой сборной на товарищеский матч с Кот-д’Ивуаром, но на поле полузащитник не появился. Также футболист был в запасе на отборочных играх к чемпионату Европы.

## Достижения
Командные
- Обладатель Кубка Италии (до 21 года): 2003

Личные
- Лучший бомбардир Кубка Италии: 2005 (9 голов)